# Kyō Hatsuki
Kyô Hatsuki (葉月京), née un 6 décembre à Takatsuki, ville de la préfecture d'Osaka, est une mangaka japonaise.

## Biographie
Après un parcours atypique (mannequin, pêcheuse, conductrice de poids lourds), elle se met aux manga après une rencontre décisive avec le mangaka The Seiji, qui la forme. Logiquement, elle se lance, à l'instar de son mentor, dans le hentai.
Sous le pseudonyme de Naizo Kudara (hudaranaizo signifiant « je vous préviens, c'est trivial ! »), elle écrit quelques manga à caractère érotique.
Elle prend ensuite le nom de Kyô Hatsuki, et, ciblant un public plus large grâce à des œuvres moins osées, mais demeurant hentai, rencontre le succès, notamment avec Love Junkies.
Kyô Hatsuki est par ailleurs fondatrice d'une association caritative, Be Smile, et d'un talk-show, Manriki.
Début novembre 2009, elle est l'invitée, à Paris, du Chibi Japan Expo.

## Manga

### Sous le pseudo de Naizo Kudara
- Kudarainazo!
- Quo Vadis
- Sex Crime
- baby Powder

### Sous le pseudo de Kyô Hatsuki
- Love Junkies (1999-2009), prépublié chez Young Champion, publié chez Akita Shoten (Taifu Comics en France).
- Inuneko (2003), prépublié chez Ace.
- Miss Wizard (2004-2007), prépublié chez Young Gangan, publié chez Square Enix.
- W (Double) Name, publié chez Shueisha.
- Motori Mosô no toride (2008), publié chez Shueisha.
- Cross and Crime (2009), publié chez Shueisha.